# Kolokolové
Kolokolové (Microbiotheria) jsou řád vačnatců obsahující pouze jednu čeleď kolokolovitých (Microbiotheriidae) s jediným žijícím druhem – kolokolo (Dromiciops gliroides; ačkoli podle studie z roku 2016 jde spíše o komplex několika kryptických druhů). Mimoto se do tohoto řádu může ještě řadit rod Microbiotherium, žijící v období oligocénu a miocénu, a některé další vymřelé rody. Tento řád je znám pouze z Jižní Ameriky, v současné době kolokolo žije jen v Andách, Chile a Argentině, fylogeneticky ale náleží k australským vačnatcům, což z něj činí dobrý materiál pro studium rozpadu Gondwany.

## Rody

### Dromiciops
- Kolokolo (Dromiciops gliroides), který byl dříve řazen k vačicím, je malý druh typicky stromového vačnatce. Podle některých vědců je považován za spojovací článek mezi jihoamerickými a australskými vačnatci. V letních měsících si ukládá zásobní tuk kolem kořene ocásku. Žije trvale v párech, v zajetí se téměř nechová.